# Флак (композитор)
Вижте пояснителната страница за други личности с името Флак.
Флак (на латински: Flaccus) e композитор през 2 век пр.н.е. Той е освободен или роб на един от патроните на Теренций. Флак пише музика към комедийните поеми на Теренций.